# Daniel Revenu
Daniel Revenu, né le 5 décembre 1942 à Issoudun (Indre) et mort le 2 janvier 2024 à Melun (Seine-et-Marne), est un escrimeur français spécialiste du fleuret, médaillé olympique, champion du monde et de France entre 1964 et 1976.

## Biographie

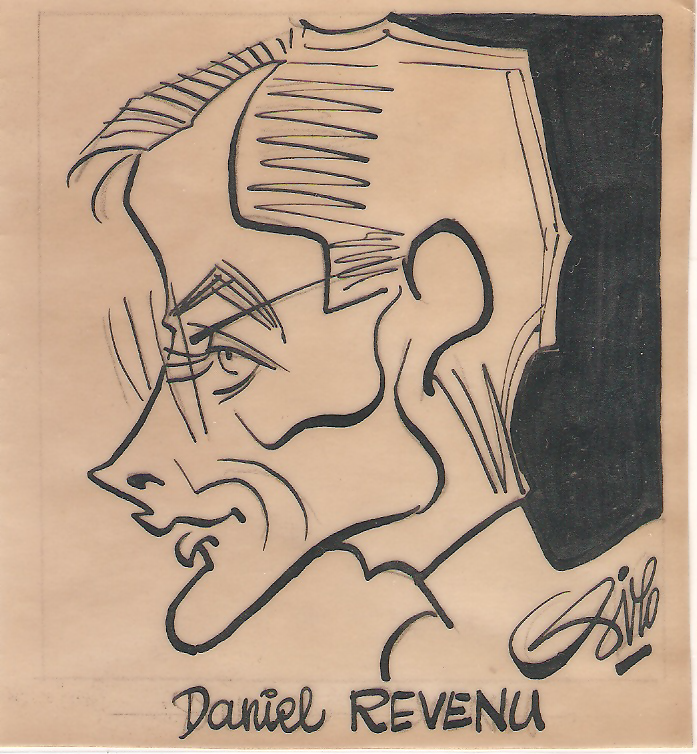
Daniel Revenu - par Siro.

Daniel Revenu est le fils du maître d'armes Ernest Revenu et le frère de Colette Revenu.
Membre de l'équipe de France de fleuret, il est à plusieurs reprises médaillé lors des Jeux olympiques et des Championnats du monde. Il est triple champion de France de fleuret en 1963, 1965 et 1975.
Daniel Revenu meurt le 2 janvier 2024 à l'âge de 81 ans. 

## Palmarès
- Jeux olympiques :
  -  Médaille d'or au fleuret par équipe en 1968
  -  Médaille de bronze au fleuret en 1964
  -  Médaille de bronze au fleuret par équipe en 1964
  -  Médaille de bronze au fleuret en 1968
  -  Médaille de bronze au fleuret par équipe en 1972
  -  Médaille de bronze au fleuret par équipe en 1976

- Championnats du monde :
  -  Médaille d'or au fleuret par équipe en 1971
  -  Médaille d'or au fleuret par équipe en 1975
  -  Médaille d'argent au fleuret en 1965
  -  Médaille de bronze au fleuret par équipe en 1963
  -  Médaille de bronze au fleuret par équipe en 1965
  -  Médaille de bronze au fleuret par équipe en 1974

- Championnats de France :
  -  Médaille d'or au fleuret 1963
  -  Médaille d'or au fleuret 1965
  -  Médaille d'or au fleuret 1974